# Tarka héja
A tarka héja (Accipiter albogularis) a madarak osztályának a vágómadár-alakúak (Accipitriformes) rendjébe, ezen belül a vágómadárfélék (Accipitridae) családjába tartozó faj.

## Rendszerezése
A fajt George Robert Gray angol ornitológus írta le 1870-ben.

## Alfajai
- Accipiter albogularis eichhorni (Hartert, 1926) - Feni-sziget (Bismarck-szigetek)
- Accipiter albogularis woodfordi (Sharpe, 1888) - Bougainville, Guadalcanal, Malaita és Choiseul
- Accipiter albogularis gilvus (Mayr, 1945) - Új-Georgia, Rendova, Vella Lavella és Kolombangara szigetek
- Accipiter albogularis albogularis (G. R. Gray, 1870) - San Cristobal, Ugi és Owaraha szigetek
- Accipiter albogularis sharpei (Oustalet, 1875) - Santa Cruz-szigetek [2]

## Előfordulása
A Pápua Új-Guineához tartozó Bougainville és a Salamon-szigetek területén honos. Természetes élőhelyei szubtrópusi és trópusi síkvidéki és hegyi esőerdők, valamint másodlagos erdők, vidéki kertek és városias régiók.

## Megjelenése
Testhossza 33–43 centiméter, testtömege 170-440 gramm.

## Életmódja
Főleg kisebb madarakkal táplálkozik.

## Természetvédelmi helyzete
Az elterjedési területe elég nagy, egyedszáma 670-6700 példány közötti és stabil. A Természetvédelmi Világszövetség Vörös listáján nem fenyegetett fajként szerepel.